# Mazerolles, Vienne
Mazerolles är en kommun i departementet Vienne i regionen Nouvelle-Aquitaine i västra Frankrike. Kommunen ligger i kantonen Lussac-les-Châteaux som tillhör arrondissementet Montmorillon. År 2022 hade Mazerolles 853 invånare.

## Befolkningsutveckling
Antalet invånare i kommunen Mazerolles
| Referens: INSEE |